# Nicholas Vansittart, 1. Baron Bexley

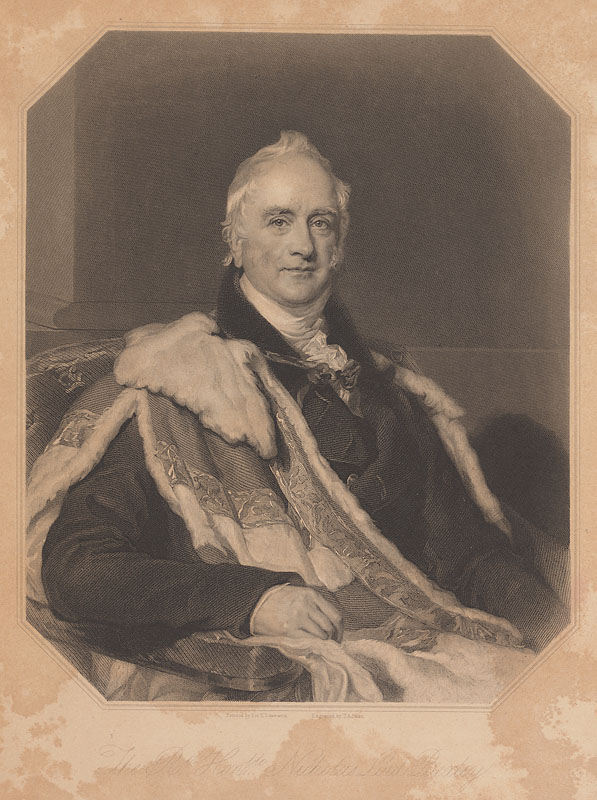
Nicholas Vansittart, 1. Baron Bexley

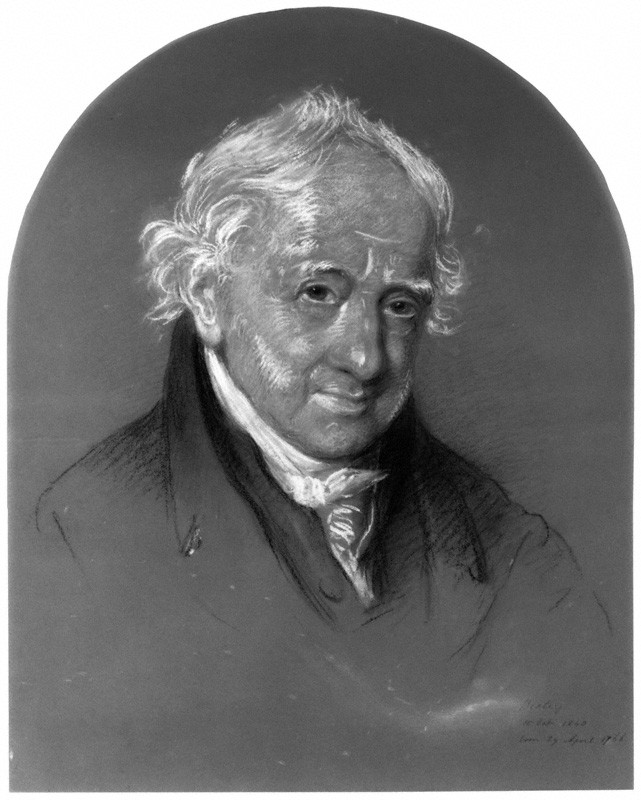
Nicholas Vansittart, Porträt von Georgiana Zornlin (1844)

Nicholas Vansittart, 1. Baron Bexley PC (* 29. April 1766 in London; † 8. Februar 1851 in Kent) war ein deutschstämmiger britischer Politiker und Staatsmann.

## Leben
Nicholas Vansittart, Sohn einer aus Danzig stammenden und nach Großbritannien übergesiedelten Familie, erhielt seine Ausbildung am Christ Church College in Oxford, wurde 1791 Barrister, beschäftigte sich aber vornehmlich mit politischen und finanziellen Fragen und veröffentlichte mehrere Schriften darüber. Als entschiedenen Tory ließ ihn die Regierung 1796 für den Wahlkreis Hastings ins Parlament wählen und sandte ihn Anfang 1801 nach Kopenhagen, um den dänischen Hof von der nordischen Allianz abzuziehen, was ihm aber nicht gelang.
1804 wurde er Staatssekretär im Schatzamt, 1805 Chief Secretary for Ireland, ging dann wieder zurück ins Schatzamt und bewirkte als solcher 1810 die Suspension der Barzahlungen durch die Bank von England bis nach dem geschlossenen Frieden. Nach Spencer Percevals Tod wurde er 1812 zum Schatzkanzler in der Regierung des Earl of Liverpool berufen. Er musste zunächst die Finanzierung der letzten Kriegsjahre sicherstellen, dann die Umstellung auf die Friedenswirtschaft verbunden mit Steuersenkungen, die das Parlament erzwungen hatte. Vansittart hatte dieses Amt mehr als zehn Jahre hindurch mit solchem Erfolg inne, dass er seinem Nachfolger einen Überschuss von 7 Millionen Pfund Sterling in den Staatsfinanzen hinterließ.
Am 1. März 1823 wurde er mit dem Titel Baron Bexley, of Bexley in der Grafschaft Kent, zum Peer erhoben und zum Chancellor of the Duchy of Lancaster ernannt. 1828 aus dem Staatsdienst mit einer Pension von 3000 Pfund Sterling ausgeschieden, widmete er fortan seine Tätigkeit hauptsächlich der Verwaltung mildtätiger und religiöser Institute.
Vansittart starb am 8. Februar 1851 auf seinem Landsitz Foots Cray in Kent. Sein Adelstitel erlosch, da er mit seiner Frau Isabella, einer Tochter von William Eden, 1. Baron Auckland, keine männlichen Nachkommen hatte.